# Шумак, Екатерина Михайловна
Екатерина Михайловна Шумак (род. 29 октября 1988, Горки, Могилёвская область) — белорусская легкоатлетка, специалистка по бегу на короткие дистанции. Выступала за сборную Белоруссии по лёгкой атлетике в конце 2000-х — начале 2010-х годов, призёрка первенств национального значения, участница ряда крупных международных стартов, в том числе чемпионата Европы в Барселоне.

## Биография
Екатерина Шумак родилась 29 октября 1988 года.
На соревнованиях представляла Брестскую область. Окончила факультет физического воспитания Брестского государственного университета (2011).
Впервые заявила о себе в лёгкой атлетике на международном уровне в сезоне 2009 года, когда вошла в состав белорусской национальной сборной и выступила на молодёжном европейском первенстве в Каунасе — дошла до стадии полуфиналов в индивидуальном беге на 100 метров (11,95) и стала шестой в эстафете 4 × 100 метров (44,86).
В 2010 году в эстафете 4 × 100 метров с результатом 43,18 заняла пятое место на чемпионате Европы в Барселоне (впоследствии в связи с дисквалификацией команды России поднялась в итоговом протоколе до четвёртой позиции).
В качестве запасной бегуньи присутствовала в белорусской эстафетной команде на летних Олимпийских играх 2012 года в Лондоне.
В 2013 году в эстафете 4 × 100 метров заняла восьмое место в Суперлиге командного чемпионата Европы в Гейтсхеде (44,38).
Завершила спортивную карьеру по окончании сезона 2014 года.